# Burgstall Windeck
Der Burgstall Windeck ist eine abgegangene mittelalterliche Höhenburg auf dem 342 m ü. NHN hohen „Eierberg“ etwa 850 Meter westsüdwestlich der Kirche von Ampferbach, einem Ortsteil des Marktes Burgebrach im Landkreis Bamberg in Bayern.
Die Burg der Herren von Windeck wurde 1263 urkundlich erwähnt und 1525 im Zuge des Bauernkrieges zerstört. Von der ehemaligen Burganlage haben sich keine Reste der Bausubstanz erhalten, nur Wälle und Gräben sind noch sichtbar. Heute ist der Burgstall als Bodendenkmal D-4-6130-0036 „Mittelalterlicher Burgstall“ vom Bayerischen Landesamt für Denkmalpflege erfasst. ein Gedenkstein erinnert an Ursula von Windeck die als letzte Bewohnerin der Burg um 1475 starb.